# 超訊
超訊（Super Media）成立於2015年9月，由超訊國際傳媒集團有限公司所辦；總編輯是資深傳媒人紀碩鳴，曾在《亞洲週刊》工作多年，長期關注中國大陸及臺海兩岸政治。
紀碩鳴曾為《亞洲週刊》資深特派員。曾獲香港最傑出同志議題報道獎，連續五次獲亞洲出版業協會頒發的新聞報道獎，2009年榮獲亞洲出版業協會頒發的年度最佳記者大獎。

## 外部連結
- 官方网站